# Wahlen in Burundi 2020
Die Wahlen in Burundi 2020 fanden am 20. Mai 2020 statt. Neben dem Präsidenten von Burundi wurden die Mitglieder der Nationalversammlung und der Kommunalräte gewählt. Ein möglicher zweiter Wahlgang der Präsidentschaftswahl war für den 19. Juni vorgesehen, entfiel aber, weil der Kandidat der Regierung, Évariste Ndayishimiye, im ersten Wahlgang gewählt wurde. Die letzten Wahlen hatten 2015 stattgefunden. Für die Wahlen war die Commission électorale nationale indépendante (CENI) verantwortlich. Sie fanden während der COVID-19-Pandemie statt.

## Geschehen im Vorfeld der Wahlen
Trotz der auch in Burundi grassierenden COVID-19-Pandemie fand in der Öffentlichkeit Wahlkampf statt. Dabei trafen sich zeitweise tausende Menschen; eine Kontaktsperre war nicht verfügt worden. Am 13. Mai wurden die vier Vertreter der World Health Organization des Landes verwiesen; sie hatten mehrfach den fehlenden Infektionsschutz kritisiert.
Anfang Mai 2020 wurden 64 Oppositionelle, darunter Cathy Kezimana, Kandidatin des Congrès national pour la liberté für die Nationalversammlung, festgenommen. Ihnen wurden gewaltsame Zusammenstöße mit Anhängern der Regierungspartei Conseil national pour la défense de la démocratie – Forces de défense de la démocratie (CNDD-FDD) zur Last gelegt. Mehrere Menschen starben bei Zusammenstößen. Die Vereinten Nationen und die Afrikanische Union riefen vor der Wahl zum Gewaltverzicht auf.
Internationale Wahlbeobachter wurden nur nach 14-tägiger Quarantäne zugelassen, so dass es kaum Wahlbeobachter gab.

## Ablauf der Wahlen
Nach zahlreichen Angaben kam es zu Fälschungen und Einschüchterungen. So sollen gefälschte Wahlzettel in Urnen gefüllt worden sein und Wähler zur Stimmabgabe für Ndayashimiye gedrängt worden sein. Wahlbeobachter der CNL seien aus Wahllokalen verwiesen oder gar verhaftet worden; die CNL sprach von mehr als 200 Verhafteten.
Der Präsident der Untersuchungskommission der Vereinten Nationen zu Burundi, Doudou Diène, bezeichnete die Wahlen als nicht frei und als unglaubwürdig. Ab dem Morgen des Wahltags waren Soziale Netzwerke und Messengerdienste unterbrochen.

## Präsidentschaftswahl

### Wahlverfahren und Ausgangslage
Erreicht kein Kandidat im ersten Wahlgang die absolute Mehrheit, so gibt es eine Stichwahl der beiden Kandidaten mit den meisten Stimmen des ersten Wahlgangs.

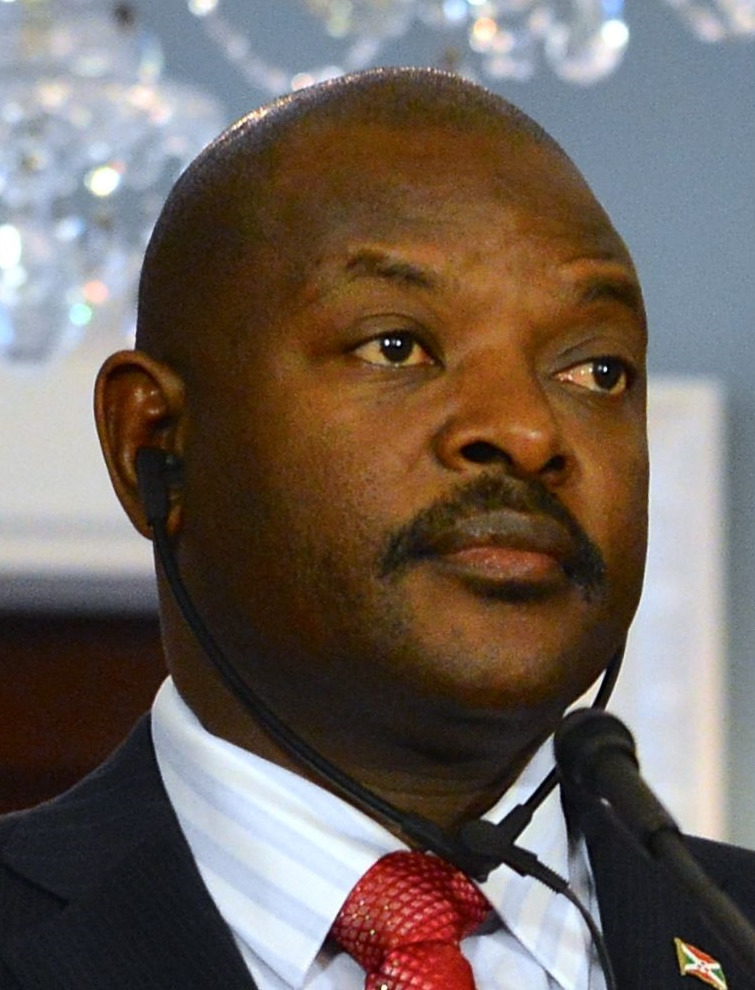
Pierre Nkurunziza (2014)

Bei der Wahl 2015 war der seit 2005 amtierende Pierre Nkurunziza (CNDD-FDD) im ersten Wahlgang mit rund 69 % der Stimmen wiedergewählt worden. Mehrere oppositionelle Kandidaten hatten die Wahl boykottiert, weil laut Verfassung keine dritte Amtszeit vorgesehen war, die erste Wahl Nkurunzizas im Jahr 2005 aber als indirekte Wahl durch Parlamentarier gewertet wurde. Im Zusammenhang mit der Wahl 2015 wurden rund 1200 Menschen getötet, Hunderttausende Burundier flohen in Nachbarstaaten.
2018 stimmten 71 % der Wähler für eine Verfassungsänderung, nach der ein Präsident jeweils sieben Jahre lang amtiert und höchstens einmal wiedergewählt werden kann. Anders als zunächst vermutet erklärte Nkurunziza im selben Jahr, nicht wieder antreten zu wollen. Dafür erhielt er eine hohe Abfindung und den Titel „Ewiger oberster Führer“. An seiner Stelle nominierte die CNDD-FDD im Januar 2020 den Generalsekretär der Partei, Évariste Ndayishimiye, der als General für die Verfolgung Oppositioneller verantwortlich ist und als Verbündeter Nkurunzizas galt. Bereits 2019 erklärte die im belgischen Exil lebende Führung des Oppositionsbündnisses Conseil national pour le respect de l’accord d’Arusha pour la paix et la réconciliation au Burundi et la restauration de l’état de droit (CNARED), sich erstmals seit 2005 an der Wahl beteiligen zu wollen.

### Kandidaten
Neben Évariste Ndayishimiye bewarben sich die folgenden Kandidaten:
- Agathon Rwasa für den Congrès national pour la liberté (CNL)
- Dieudonné Nahimana als Unabhängiger
- Domitien Ndayizeye für die Coalition Kira Burundi
- Francis Rohero als Unabhängiger
- Gaston Sindimwo für die Union pour le progrès national (UPRONA)
- Léonce Ngendakumana für den Front pour la démocratie au Burundi

Zwei Kandidaten wurden nicht zur Wahl zugelassen, darunter Anicet Niyonkuru vom Conseil des patriotes (CDP), einem Mitglied von CNARED.

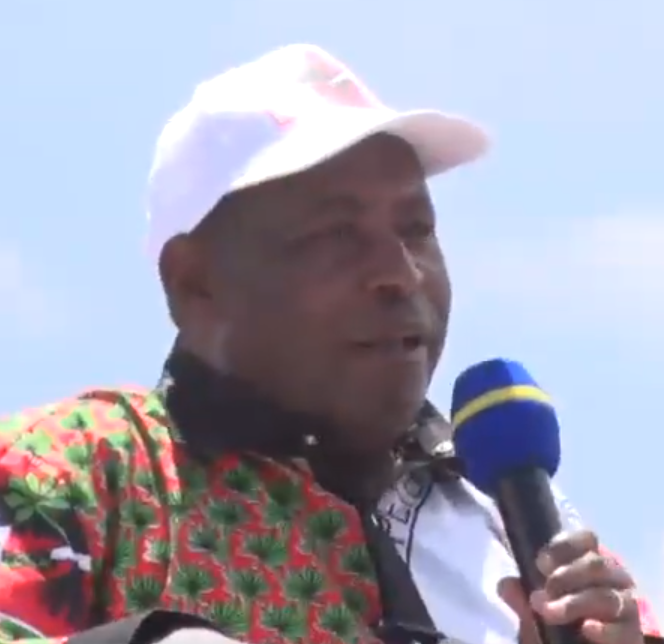
Évariste Ndayishimiye (2020)
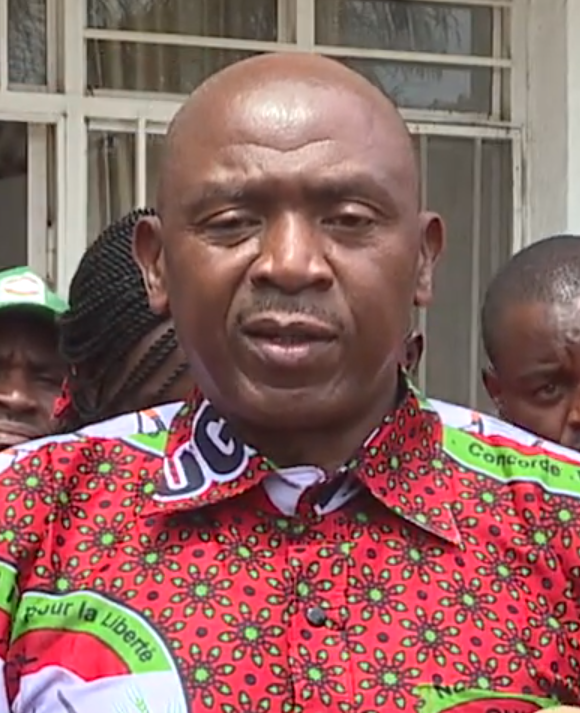
Agathon Rwasa (2020)
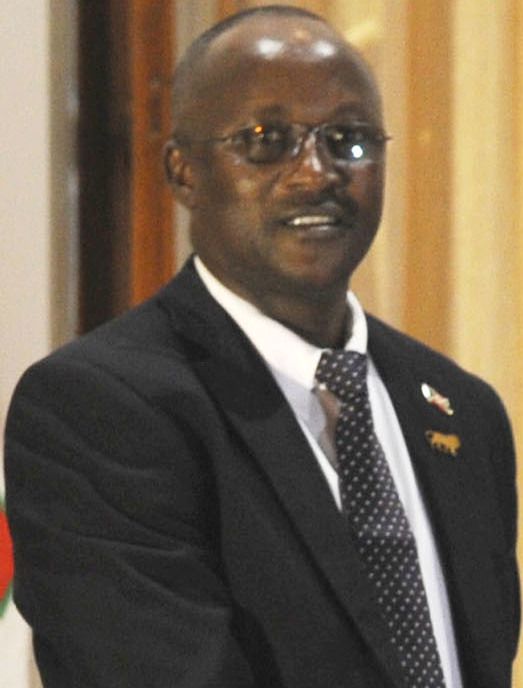
Gaston Sindimwo (2015)

## Wahl zur Nationalversammlung
100 Abgeordneten der Assemblée nationale werden nach dem Verhältniswahlrecht in 18 Mehrpersonenwahlkreisen ermittelt, die den Provinzen entsprechen. Dabei gilt eine landesweite Zwei-Prozent-Sperrklausel. Die Sitzverteilung wird nach dem d’Hondt-Verfahren ermittelt. Zusätzlich werden so viele Abgeordnete ernannt, dass das Verhältnis von Hutu zu Tutsi 3:2 entspricht und mindestens 30 % Frauen vertreten sind. Drei Sitze gehen verfassungsgemäß an Vertreter der Twa. Sie gehören zu keiner der Fraktionen.
2015 hatte die CNDD-FDD 86 Sitze erhalten, die von Tutsi dominierte Indépendants de l’espoir (auch: Abigenga Mizero Y’Abarundi) 30, die Union pour le progrès national (UPRONA) 2; die Twa erhielten 3 Sitze, zusammen 121 Sitze.
Neben zahlreichen Parteien standen viele Unabhängige zur Wahl.

## Ergebnis

### Präsidentschaftswahl
Am 25. Mai verkündete die Wahlkommission das vorläufige Ergebnis. Demnach erhielt Ndayishimiye 68,72 % der Stimmen, Rwasa hatte einen Anteil von 24,19 %. Damit wurde Ndayishimiye im ersten Wahlgang gewählt. 87,7 % der registrierten Wähler nahmen laut Wahlkommission an der Abstimmung teil. Die katholische Kirche beklagte massive Wahlfälschungen, während die CNDD-FDD ein dreitägiges Dankfest ausrichtete, weil „Gott uns von der Corona-Pandemie verschont“ und „friedliche Wahlen erlaubt“ habe. Am 4. Juni verkündete das burundische Verfassungsgericht das endgültige Wahlergebnis. Demnach erhielt Ndayishimiye 68,70 % der Stimmen, Rwasa 24,18 %. Sindimwo erhielt 1,68 %, während die übrigen Kandidaten weniger als 1 % der Stimmen erhielten. Insgesamt 4.313.704 gültige Stimmen wurden gezählt; 87,7 % der registrierten Wähler nahmen an der Abstimmung teil.
| Kandidaten        | Kandidaten            | Parteien                            | Stimmen   | %    |
| ----------------- | --------------------- | ----------------------------------- | --------- | ---- |
|                   | Évariste Ndayishimiye | CNDD-FDD                            | 3.082.210 | 71,5 |
|                   | Agathon Rwasa         | Congrès national pour la liberté    | 1.084.788 | 25,1 |
|                   | Gaston Sindimwo       | Union pour le progrès national      | 73.353    | 1,7  |
|                   | Domitien Ndayizeye    | Coalition Kira Burundi              | 24.470    | 0,6  |
|                   | Léonce Ngendakumana   | Front pour la démocratie au Burundi | 21.232    | 0,5  |
|                   | Dieudonné Nahimana    | parteilos                           | 18.709    | 0,4  |
|                   | Francis Rohero        | parteilos                           | 8.942     | 0,2  |
| Gesamt            | Gesamt                | Gesamt                              | 4.313.704 | 100  |
|                   |                       |                                     |           |      |
| Ungültige Stimmen | Ungültige Stimmen     | Ungültige Stimmen                   | 171.224   | 3,8  |
| Wähler            | Wähler                | Wähler                              | 4.484.928 | 87,7 |
| Wahlberechtigte   | Wahlberechtigte       | Wahlberechtigte                     | 5.113.418 |      |
|                   |                       |                                     |           |      |
| Quelle: CENI      |                       |                                     |           |      |

### Parlamentswahl
CENI verkündete die Ergebnisse am 4. Juni. Demnach besteht die Assemblée nationale zukünftig aus 120 Abgeordneten. 86 Sitze gingen erneut an die CNDD-FDD, 32 an die CNL, 2 an die UPRONA und 3 an Vertreter der Twa. Der einzige Wahlkreis, in dem die CNL mehr Sitze als die CNDD-FDD gewann, war die ehemalige Hauptstadt Bujumbura. Die CNDD-FDD hatte landesweit 68,01 % der Stimmen erhalten, die CNL 22,42 %, die UPRONA 2,43 %. Von den Parteien, die kein Mandat errangen, erhielt die Sahwanya Frodebu mit 0,70 % die meisten Stimmen.
| Listen            | Listen                                                   | Stimmen   | %    | Mandate |
| ----------------- | -------------------------------------------------------- | --------- | ---- | ------- |
|                   | CNDD-FDD                                                 | 3.036.286 | 71,0 | 72      |
|                   | Congrès national pour la liberté                         | 1.001.230 | 23,4 | 27      |
|                   | Union pour le progrès national                           | 108.865   | 2,5  | 1       |
|                   | Front pour la démocratie au Burundi                      | 31.106    | 0,7  | –       |
|                   | Forces Nationales de Libération                          | 17.842    | 0,4  | –       |
|                   | Front pour la démocratie au Burundi–Nyakuri              | 15.547    | 0,4  | –       |
|                   | Coalition Kira Burundi                                   | 10.072    | 0,2  | –       |
|                   | Alliance pour la paix la démocratie et la réconciliation | 6.623     | 0,2  | –       |
|                   | Sonstige < 0,1 %                                         | 10.822    | 0,3  | –       |
|                   | Unabhängige                                              | 39.261    | 0,9  | –       |
|                   | Kooptierte Mitglieder a                                  | –         | –    | 23      |
| Gesamt            | Gesamt                                                   | 4.277.654 | 100  | 123     |
|                   |                                                          |           |      |         |
| Ungültige Stimmen | Ungültige Stimmen                                        | 186.705   | 4,2  |         |
| Wähler            | Wähler                                                   | 4.464.359 | 87,3 |         |
| Wahlberechtigte   | Wahlberechtigte                                          | 5.113.418 |      |         |
|                   |                                                          |           |      |         |
| Quelle: CENI      |                                                          |           |      |         |